# Sông băng

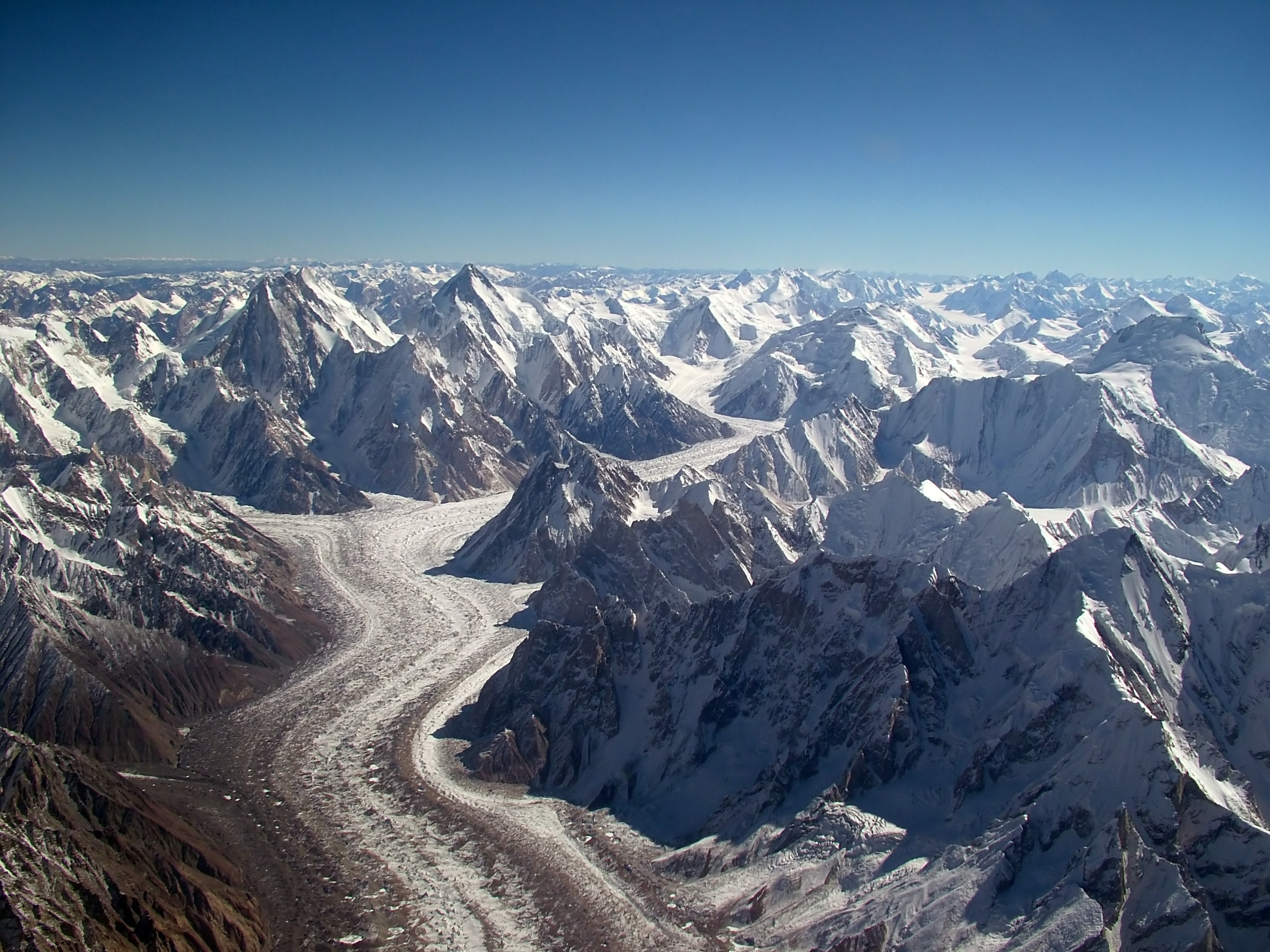
Sông băng Baltoro trên dãy núi Karakoram, Baltistan, phía Bắc Pakistan. Với chiều dài 62 km, nó là một trong những sông băng vùng núi dài nhất thế giới

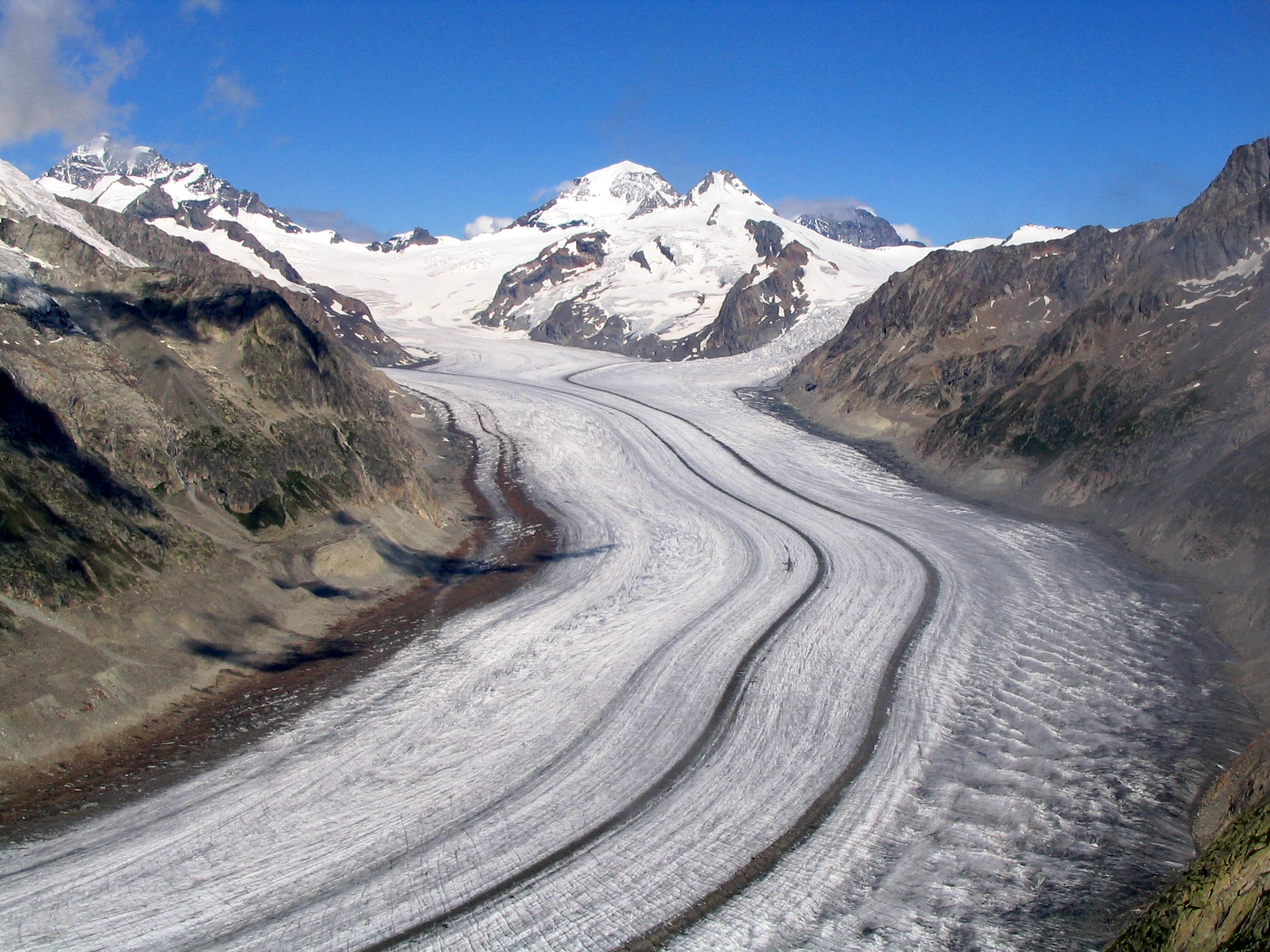
Sông băng Aletsch, sông băng lớn nhất trên dãy núi Anpơ, Thụy Sĩ

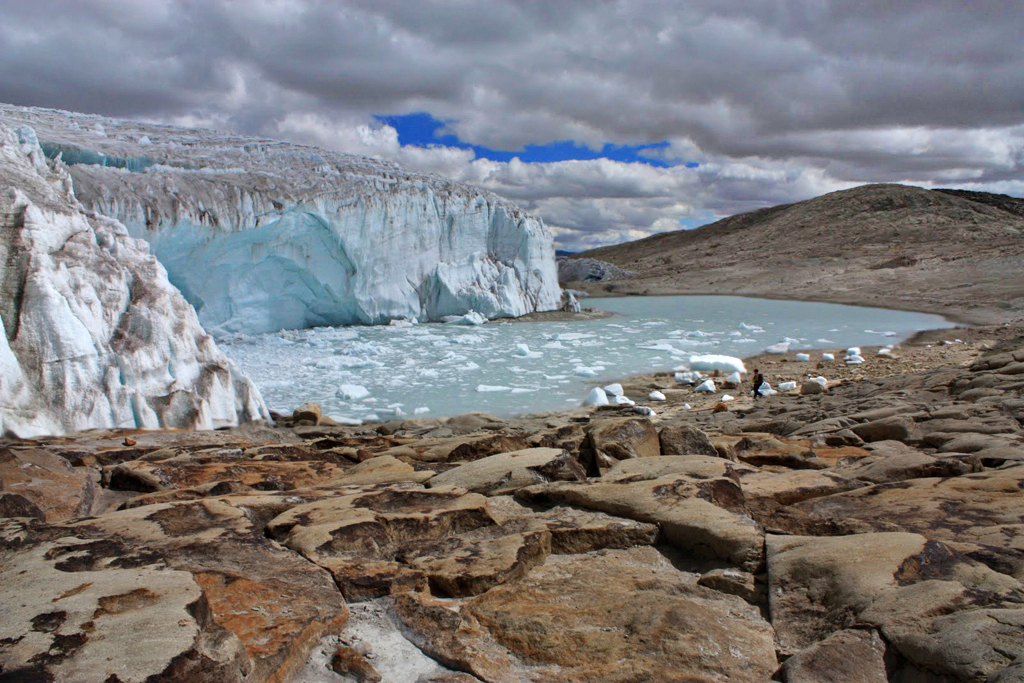
Chỏm băng Quelccaya là khu vực có diện tích sông băng bao phủ lớn nhất ở vùng nhiệt đới, tại Peru

Sông băng hay băng hà là một khối băng lâu năm (có tỷ trọng thấp hơn băng thường), di chuyển liên tục bởi trọng lượng của chính nó; nó hình thành ở nơi mà tuyết tích tụ và vượt quá sự tiêu mòn (ablation: gồm có sự tan chảy và thăng hoa) qua rất nhiều năm, thường là hàng thế kỷ. Các sông băng từ từ biến dạng và chảy do sức ép gây ra bởi khối lượng của chúng, tạo thành các kẽ nứt (crevasse), băng trôi (serac), và nhiều dạng nổi bật khác biệt khác. Chúng cũng bào mòn đá và các mảnh vụn từ đất nền để tạo nên các dạng địa hình như núi dạng vòm và băng tích. Các sông băng chỉ hình thành trên mặt đất và khác hẳn so với lớp băng mỏng hơn nhiều trên biển và hồ mà hình thành trên mặt nước.
Trên Trái Đất, 99% băng ở dạng sông băng được chứa trong những khối băng khổng lồ ở các vùng cực, nhưng các sông băng có thể được tìm thấy ở các dãy núi trên mọi lục địa ngoại trừ Úc, và trên vài hòn đảo ở vĩ độ cao ngoài đại dương. Giữa 35 độ Bắc và 35 độ Nam, các sông băng chỉ xuất hiện ở các dãy Himalaya, Andes, Rocky, và một vài ngọn núi cao ở Đông Phi, Mexico, New Guinea và trên dãy Zard Kuh ở Iran.
Băng ở sông băng là nguồn dự trữ nước ngọt lớn nhất trên Trái Đất. Nhiều sông băng từ các vùng khí hậu ôn đới, miền núi, và theo mùa vùng cực trữ nước dưới dạng băng trong suốt các mùa lạnh và xả nước ra vào mùa hè vì nhiệt độ cao làm sông băng tan chảy, tạo thành nguồn nước mà đặc biệt quan trọng cho thực vật, động vật và con người sử dụng khi mà các nguồn nước khác hiếm đi. Ở những môi trường như Nam cực và có vị trí cao, sự chênh lệch nhiệt độ giữa các mùa thường không đủ để làm tan băng.
Vì khối lượng sông băng bị ảnh hưởng bởi những thay đổi khí hậu lâu dài, ví dụ như lượng mưa, nhiệt độ trung bình, và mây bao phủ. Sự thay đổi khối lượng sông băng được xem như là một trong những dấu hiệu nhạy cảm nhất của sự thay đổi khí hậu và là nguồn thay đổi chủ yếu của mực nước biển.
Một mảnh lớn của băng bị nén, hay của sông băng, sẽ có màu xanh lam vì một lượng lớn nước thường có màu xanh lam. Điều này là do phân tử nước hấp thụ các màu khác hiệu quả hơn màu xanh lam. Lý do khác giải thích cho màu xanh lam của các sông băng là do chúng không có các bọt khí. Những bọt khí này tạo màu trắng cho băng thường, bị ép mạnh bởi áp suất của các lớp băng bị nén khi sông băng hình thành.

Băng vỡ từ điểm cuối của sông băng Perito Moreno, Patagonia, Argentina

## Các dạng sông băng

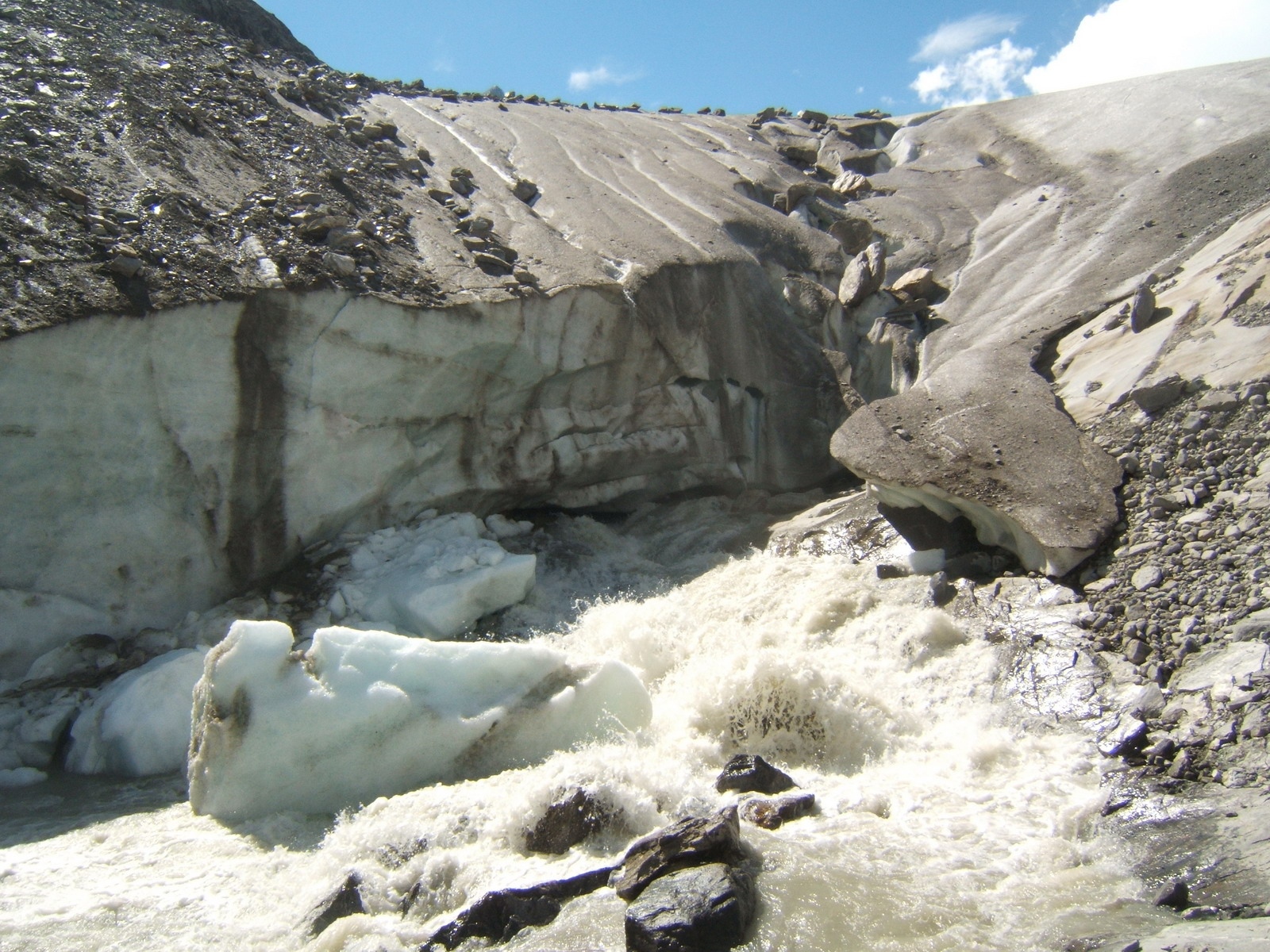
Cửa sông băng Schlatenkees gần Innergschlöß, Áo

Các sông băng được phân loại bởi hình thái, đặc điểm nhiệt độ, và hoạt động của chúng. Sông băng vùng núi, hay còn được gọi là sông băng đài vòng, hình thành trên các chỏm và sườn núi. Sông băng vùng núi mà lấp đầy một thung lũng đôi khi cũng được gọi là sông băng thung lũng. Một khối lớn băng từ sông băng trải dài cả một ngọn núi, dãy núi, hay núi lửa thì được gọi là chỏm băng hay đồng băng. Theo định nghĩa, các chỏm băng có diện tích nhỏ hơn 50.000 km vuông (20.000 dặm vuông).
Các khối sông băng có diện tích lớn hơn 50.000 km vuông được gọi là mảng băng, hay sông băng lục địa. Với độ sâu vài km, chúng che đi địa hình nằm bên dưới. Chỉ có các đỉnh núi (nunatak) là nhô ra khỏi bề mặt băng. Các mảng băng duy nhất hiện còn tồn tại là hai mảng băng bao phủ Nam Cực và Greenland. Chúng có chứa lượng nước ngọt rất lớn, đủ để mà nếu như cả hai mảng băng này tan ra hết, mực nước biển toàn cầu sẽ dâng lên đến 70 m. Những phần của mảng băng hay chỏm băng mà kéo dài ra mặt nước thì được gọi là thềm băng; chúng thường có xu hướng mỏng, độ dốc hạn chế và vận tốc giảm hẳn. Các vùng hẹp và di chuyển nhanh của một mảng băng được gọi là suối băng (ice stream). Ở Nam cực, nhiều suối băng chảy thẳng ra các thềm băng. Một số chảy trực tiếp ra biển, thường là với một lưỡi băng (ice tongue), như sông băng Mertz.

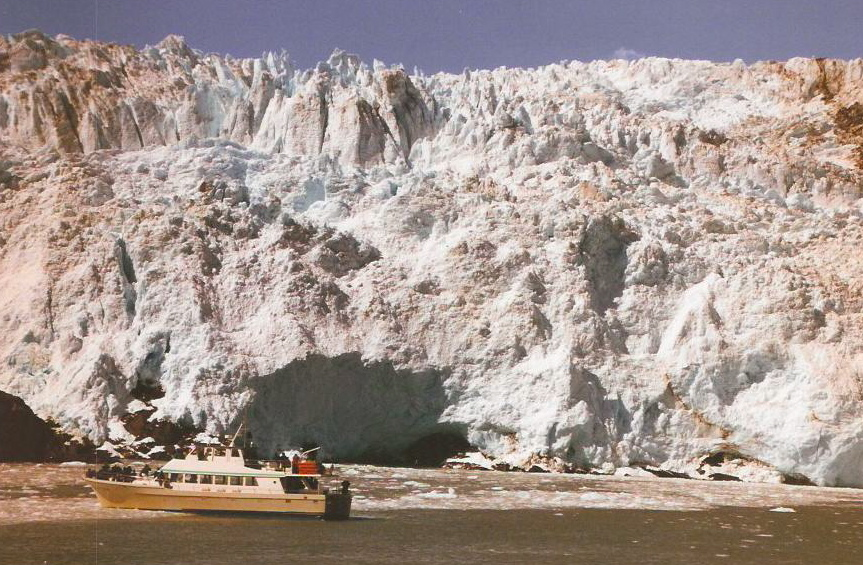
Du thuyền ngắm cảnh trước một sông băng thủy triều, vườn quốc gia Kennai Fjords, Alaska

Sông băng thủy triều là những sông băng mà kết thúc ngoài biển, bao gồm hầu hết các sông băng chảy từ Greenland, Nam cực, đảo Baffin và đảo Ellesmere ở Canada, Đông Nam Alaska, phía Bắc và phía Nam đồng băng Patagonian. Khi băng ra đến biển, các mảnh băng vỡ ra, tạo thành các tảng băng trôi. Hầu hết sông băng thủy triều vỡ ra ở trên mực nước biển, thường gây ra những chấn động dữ dội khi băng trôi rơi xuống nước. Sông băng thủy triều trải qua những chu kỳ tiến và lùi hàng thế kỷ mà ít bị ảnh hưởng hơn hẳn bởi sự thay đổi khí hậu so với các dạng sông băng khác.
Về mặt nhiệt độ, sông băng ôn đới luôn ở nhiệt độ nóng chảy cả năm, từ bề mặt đến đáy. Băng ở sông băng vùng cực luôn ở dưới nhiệt độ đóng băng từ bề mặt đến đáy, dù rằng tại bề mặt thì các đụn tuyết có thể bị tan chảy theo mùa. Sông băng cận vùng cực bao gồm cả băng vùng cực và vùng ôn đới, tùy thuộc vào độ sâu bên dưới bề mặt và vị trí dọc theo chiều dài sông băng. Theo một cách tương tự, trạng thái nhiệt độ của một sông băng thường được mô tả chỉ bởi nhiệt độ tại đáy của nó. Sông băng nền lạnh thì mặt phân giới giữa băng và mặt đất thường ở dưới nhiệt độ đóng băng, và do đó nó bị đóng băng đến phần nền đất nằm bên dưới. Còn sông băng nền ấm thì tại mặt phân giới, nhiệt độ thường trên hoặc bằng với nhiệt độ đóng băng, và nó có thể trượt tại tiếp điểm này. Sự trái ngược này được cho là một mức độ đặc biệt nhằm chi phối khả năng làm xói mòn nền đất một cách hiệu quả của sông băng, vì khi trượt đi, băng sẽ thúc đẩy quá trình kéo phần đất đá ra khỏi bề mặt bên dưới. Những sông băng nào mà có một phần là nền lạnh, một phần là nền ấm thì được gọi là sông băng đa nhiệt.

## Sự hình thành

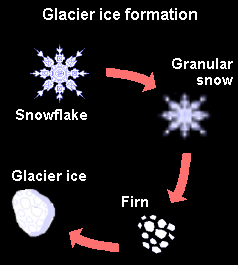
Sự hình thành băng của sông băng

Sông băng hình thành ở nơi mà sự tích lũy tuyết và băng vượt quá sự tiêu mòn. Khu vực mà sông băng hình thành được gọi là đài vòng (thung lũng vòng – corrie hay cwm) – một dạng cấu trúc địa lý hình ghế bành điển hình (chẳng hạn như chỗ lỏm giữa hai ngọn núi bao quanh bởi các đỉnh núi nhọn (arête)) – nơi tập trung và nén tuyết rơi vào đó dưới tác dụng của trọng lực. Tuyết tập trung và bị ép chặt bởi khối lượng của lượng tuyết rơi vào đài vòng, tạo thành tuyết nén (névé). Khi tuyết càng lúc càng bị nén mạnh hơn, không khí sẽ bị ép lại, và tuyết chuyển thành băng của sông băng. Loại băng này sẽ lấp đầy đài vòng cho đến khi nó tràn qua một chỗ địa hình yếu hay một khoảng trống, chẳng hạn như khoảng hở giữa hai ngọn núi. Khi khối tuyết và băng đủ dày, nó bắt đầu di chuyển do sự kết hợp của bề mặt nghiêng, trọng lực và áp suất. Trên các sườn núi dốc hơn, điều này có thể xảy ra với ít nhất 15 m (50 ft) băng tuyết.
Ở các sông băng ôn đới, tuyết tan và đóng băng liên tục, chuyển nó thành dạng hạt gọi là tuyết hạt (firn). Dưới áp suất của các lớp băng và tuyết bên trên, các hạt này kết thành các hạt nặng hơn. Qua nhiều năm, các lớp tuyết hạt trải qua quá trình kết và nén và trở thành băng dạng sông băng. Loại băng này thì hơi nhẹ hơn một chút so với băng hình thành từ nước đóng băng, bởi vì nó có rất nhiều bọt khí li ti bị nén ở trong.

## Cấu trúc
Sông băng bắt đầu ở một vị trí gọi là đỉnh sông băng và kết thúc tại chân, mũi hay điểm cuối.

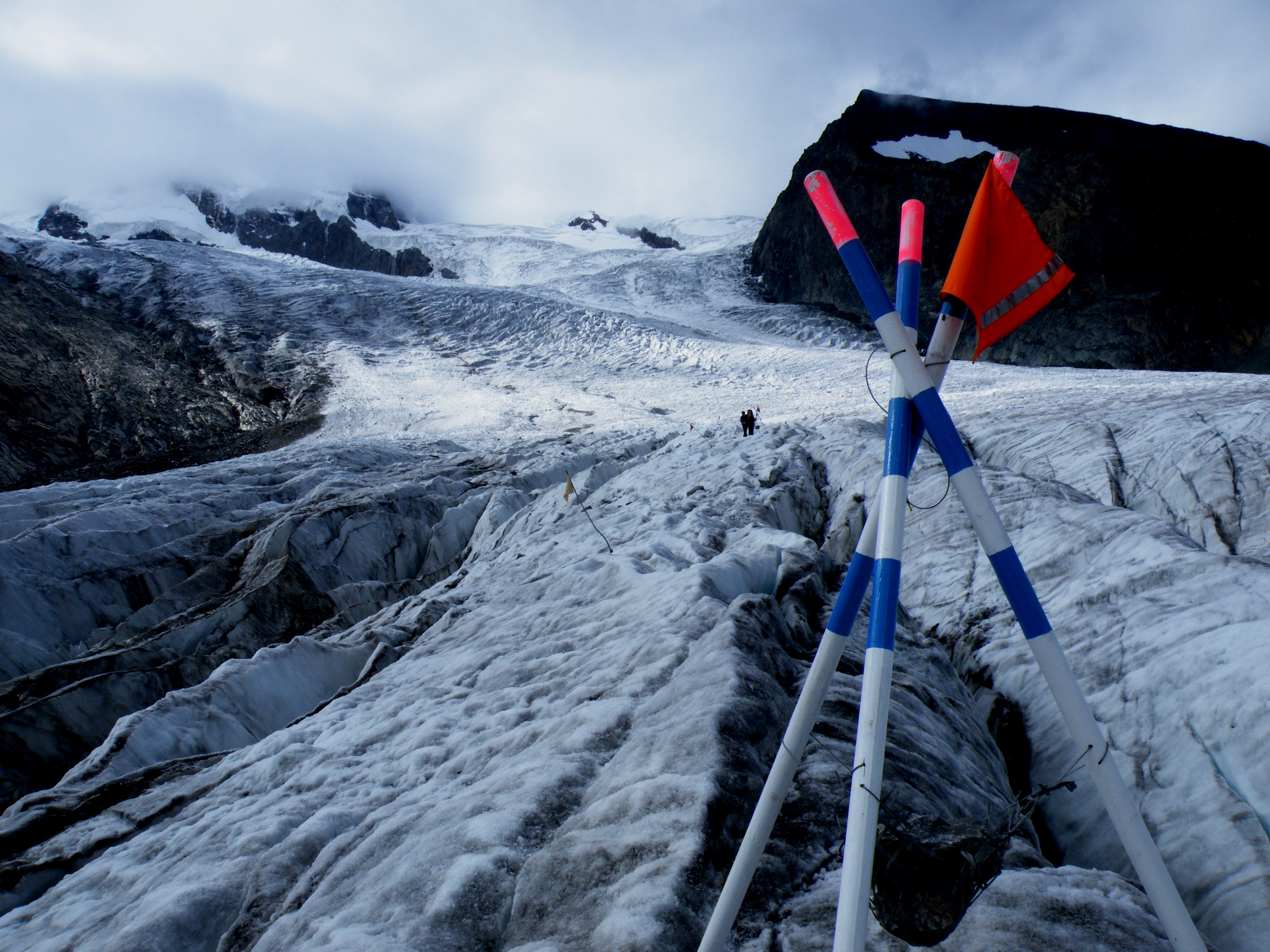
Sông băng Gorner ở Thụy Sĩ

Các sông băng tách ra thành các vung tùy vào đụn tuyết trên bề mặt và các điều kiện tan chảy. Vùng tiêu mòn là vùng mà có một khối nhất định của sông băng mất đi. Đường cân bằng chia tách vùng tiêu mòn và vùng tích lũy; đó là độ cao mà lượng tuyết mới hình thành bằng cách tích lũy tương đương với lượng băng mất đi bởi sự tiêu mòn. Phần ở trên của sông băng, nơi mà sự tích lũy vượt qua sự tiêu mòn, được gọi là vùng tích lũy. Nói chung, vùng tích lũy chiếm đến 60 – 70% của diện tích bề mặt sông băng, nhiều hơn nữa nếu sông băng vỡ ra thành băng trôi. Băng ở vùng tích lũy thì đủ sâu để tác dụng một lực hướng xuống mà làm xói mòn lớp đá bên dưới. Sau khi sông băng tan chảy, nó thường để lại một vết lõm hình chiếc bát mà kích thước có thể rộng bằng các bồn địa lớn như Ngũ Đại Hồ hay nhỏ hơn như các vết lõm ở núi, được biết là đài vòng.
Vùng tích lũy có thể được chia nhỏ hơn tùy vào điều kiện tan chảy
1. Vùng tuyết khô là vùng mà không có sự tan chảy xảy ra, kể cả vào mùa hè, và đụn tuyết luôn ở tình trạng khô ráo.
2. Vùng thấm là vùng với một phần bề mặt tan ra, làm cho nước thấm vào đụn tuyết. Vùng này thường được đánh dấu bởi các mảnh thấu kính băng, lớp băng. Đụn tuyết không bao giờ đạt được nhiệt độ nóng chảy
3. Gần đường cân bằng ở một số sông băng, có một vùng đóng băng hình thành trên cùng. Vùng này là nơi mà nước tan ra đóng băng lại thành một lớp trong sông băng, hình thành các khối băng liên tục
4. Vùng tuyết ẩm là vùng mà tất cả tuyết đọng lại kể từ thời điểm cuối mùa hè trước, nhiệt độ tăng lên đến 0 độ

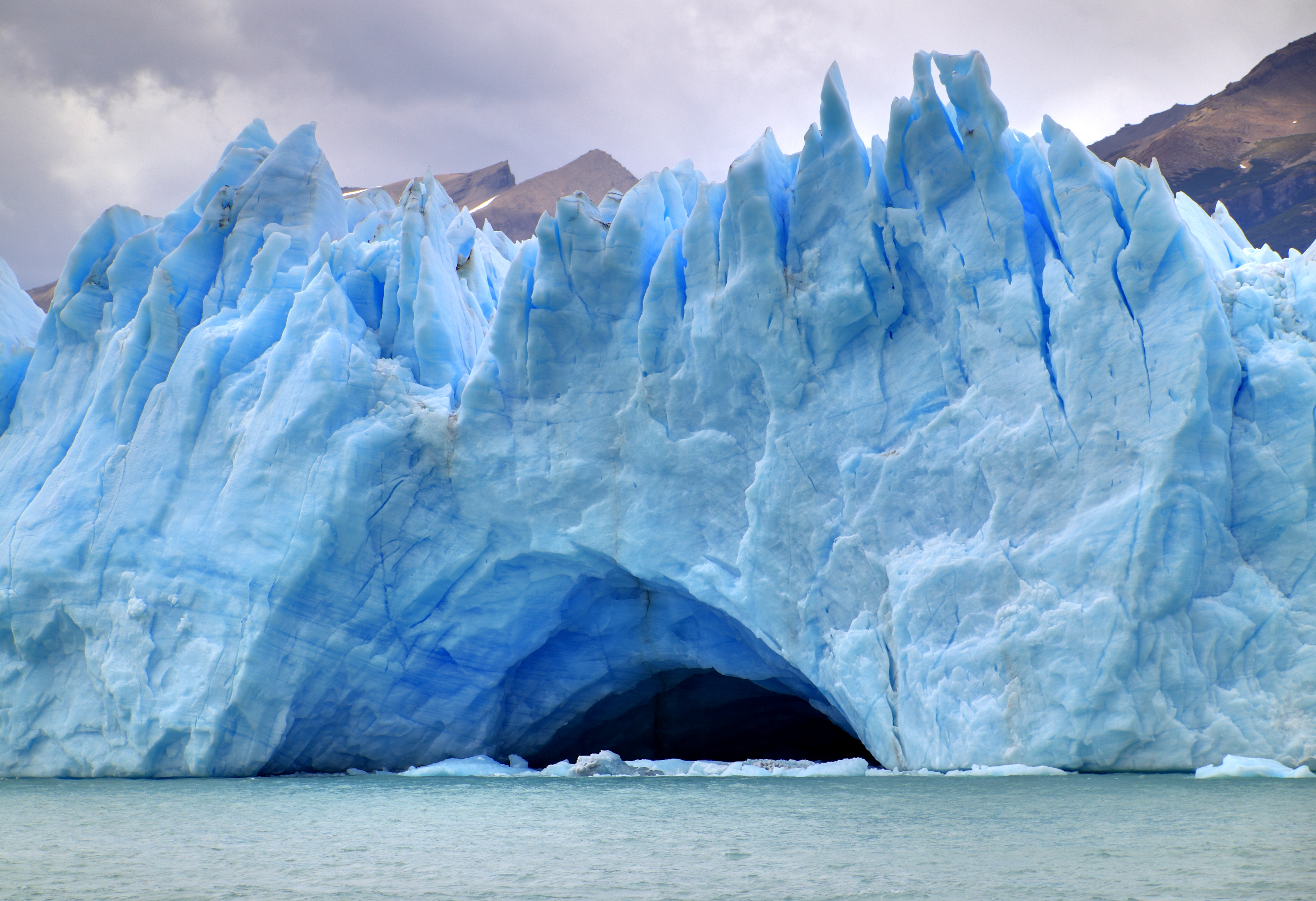
Hang động sông băng tại sông bang Perito Moreno, Argentina

Sự tồn tại của sông băng thường được đánh giá bằng cách xác định sự cân bằng khối lượng và quan sát hoạt động điểm cuối của sông băng. Một sông băng tốt có các vùng tích lũy khá rộng lớn, hơn 60% diện tích được bao phủ bởi tuyết vào cuối mùa tan, và có điểm cuối với dòng chảy mạnh.
Theo sau kết thúc của Thời kỳ băng hà nhỏ vào khoảng năm 1850, nhiều sông băng trên Trái Đất đã thu hẹp đáng kể. Một sự làm mát nhẹ đã dẫn đến sự tăng diện tích nhiều sông băng vùng núi giữa năm 1950 – 1985, nhưng kể từ năm 1985 trở đi, nhiều sông băng đã thu hẹp và sự sụt giảm khối lượng đã trở nên rất lớn, và hiện tượng này tăng lên ở khắp nơi.

## Chuyển động

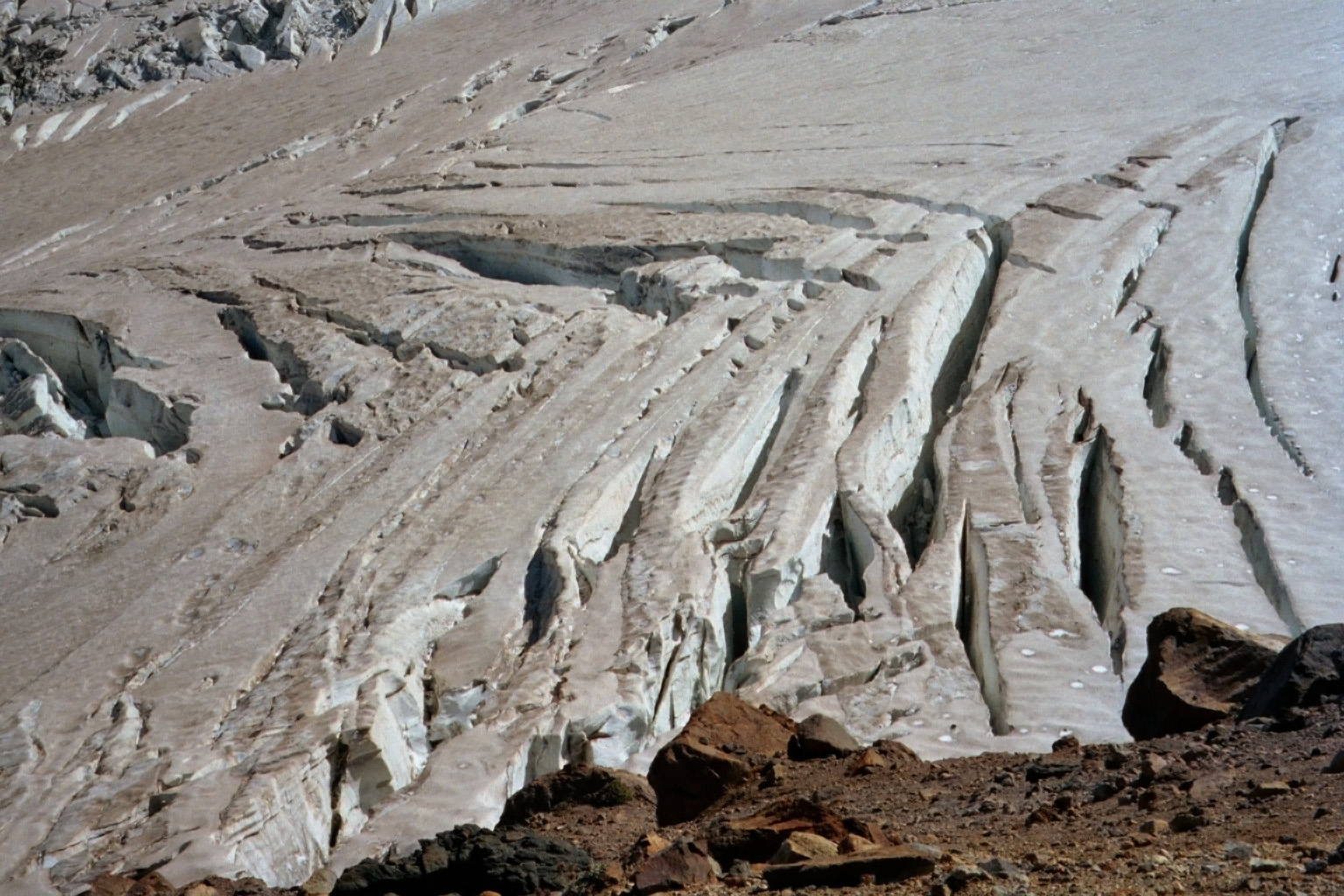
Vết trượt của các kẽ nứt hình xương cá trên sông băng Emmons, núi Rainier

Các sông băng di chuyển, hay chảy xuống núi do trọng lực và sự biến dạng bên trong của băng. Băng hoạt động như một khối rắn dễ vỡ cho đến khi độ dày của nó vượt khoảng 50 m (160 ft). Áp suất trên băng sâu hơn 50 m tạo ra thềm chảy (plastic flow). Ở mức độ phân tử, băng bao gồm các lớp phân tử chồng lên nhau với liên kết tương đối yếu. Khi áp lực lên tầng phía trên vượt quá lực liên kết giữa các tầng, nó sẽ di chuyển nhanh hơn tầng phía dưới.
Những sông băng thường di chuyển bằng cách trượt ở đáy. Trong quá trình này, sông băng trượt trên địa hình mà nó hình thành, được "bôi trơn" bởi sự hiện diện của nước dạng lỏng. Lượng nước này được tạo thành khi băng tan ra dưới áp suất cao từ nhiệt ma sát. Di chuyển kiểu này thường chiếm ưu thế ở vùng ôn đới, hay ở các sông băng nền ấm.

### Vùng đứt gãy và các vết nứt

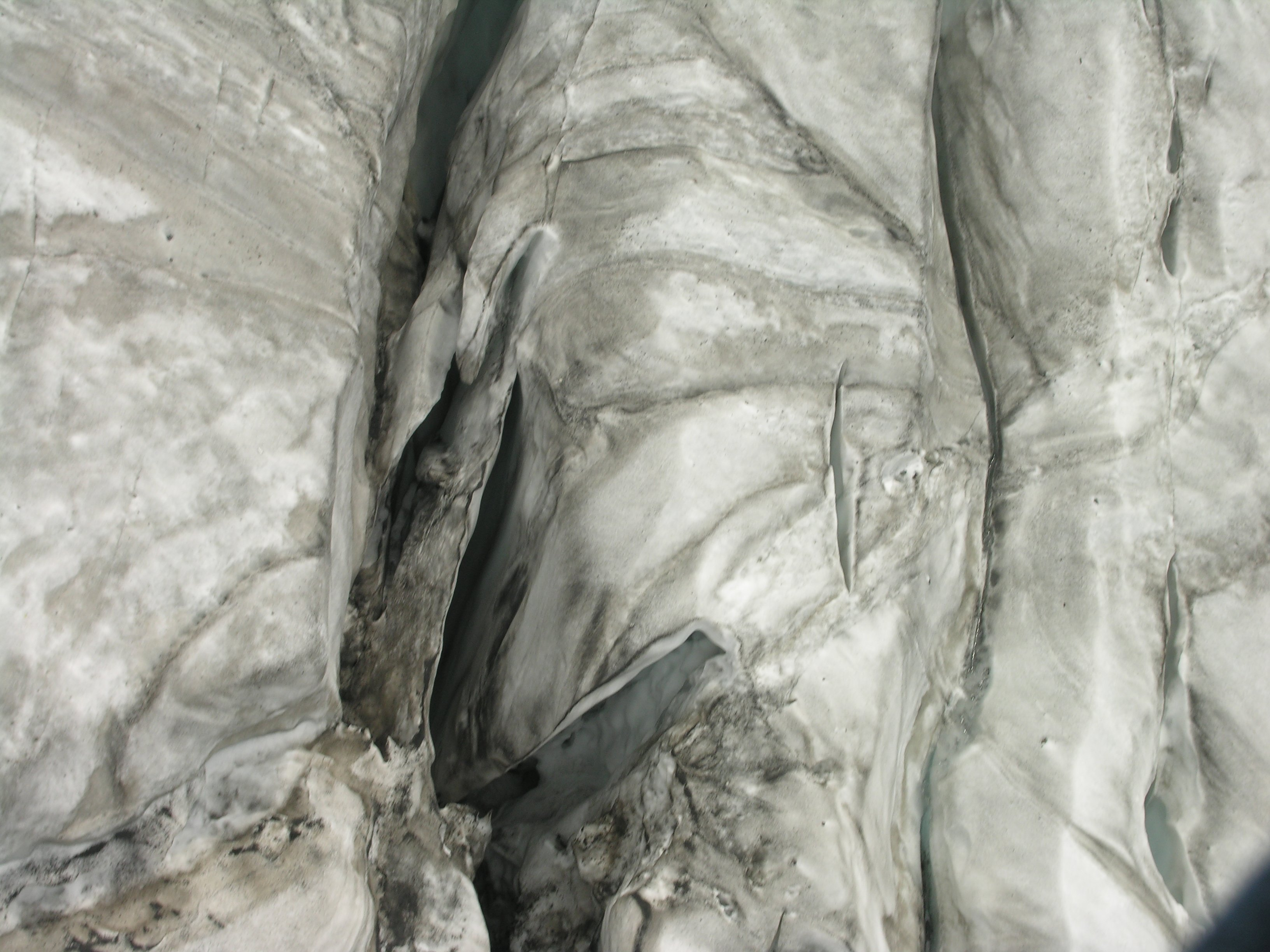
Các vết nứt trên sông băng Titlis

Phần 50 m (160 ft) trên đỉnh của sông băng khá cứng vì chúng chịu áp suất thấp. Phần ở trên này được biết đến là vùng đứt gãy; nó hầu như di chuyển như một khối duy nhất trên thềm băng vùng bên dưới. Khi một sông băng di chuyển qua địa hình bất thường, các vết nứt được gọi là crevasse được sinh ra ở vùng đứt gãy. Các kẽ nứt này được hình thành do sự chênh lệch vận tốc sông băng. Nếu hai vùng cứng của một sông băng di chuyển với vận tốc và hướng khác nhau, lực biến dạng làm chúng tách ra, tạo thành kẽ nứt. Các kẽ nứt ít khi sâu hơn 150 ft (46 m) nhưng một vài trường hợp có thể sâu đến 1.000 ft (300 m) hoặc sâu hơn. Bên dưới điểm này, độ uốn dẻo của sông băng là rất lớn nên các vết nứt không thể hình thành. Các kẽ nứt giao nhau có thể tạo thành các đỉnh băng cô lập, gọi là tảng băng lở (serac).
Các kẽ nứt có thể hình thành theo vài cách khác nhau. Kẽ nứt chiều ngang chảy theo chiều ngang và hình thành ở nơi mà các sườn dốc hơn làm sông băng tăng tốc. Kẽ nứt chiều dọc chảy theo hướng gần song song với sông băng khi mà sông băng mở rộng sang mặt bên. Kẽ nứt ngoài rìa hình thành từ rìa của sông băng, do sự giảm vận tốc gây ra bởi ma sát của vách thung lũng.
Các kẽ nứt làm cho việc đi lại trên sông băng rất nguy hiểm, đặc biệt khi chúng bị ẩn bởi các cầu tuyết dễ vỡ.

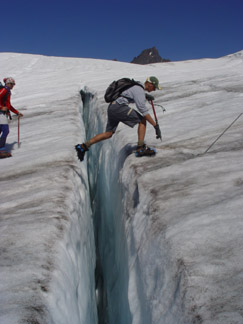
Vượt qua một kẽ nứt trên sông băng Easton, núi Baker, phía Bắc Cascade, Hoa Kỳ

Bên dưới đường cân bằng, nước tan từ sông băng tập trung thành các dòng suối. Nước tan ra có thể tạo thành hồ trên đỉnh sông băng hoặc ăn sâu vào sông băng và tạo thành các hố băng (moulin). Những dòng suối bên trong hoặc bên dưới sông băng chảy vào các đường hầm nằm ở giữa hoặc ở dưới sông băng. Chúng đôi khi xuất hiện trở lại tại bề mặt sông băng.

### Tốc độ
Tốc độ dịch chuyển của sông băng được quyết định một phần bởi sự ma sát. Sự ma sát làm cho băng tại đáy sông băng di chuyển chậm hơn băng ở đỉnh. Ở các sông băng vùng núi, sự ma sát cũng được tạo thành ở các mặt vách thung lũng, mà làm chậm phần rìa tương đương với phần trung tâm.
Tốc độ trung bình biến đổi rất lớn, nhưng thường thì khoảng 1 m mỗi ngày. Có thể là không có sự chuyển động nào ở các nơi tù túng; ví dụ như ở vài nơi tại Alaska, cây cối có thể mọc trên các lớp trầm tích lắng đọng. Với những trường hợp khác, các sông băng có thể di chuyển nhanh, đến 20 – 30 m mỗi này, chẳng hạn như sông băng Jakobshavn ở Greenland. Vận tốc tăng lên với các thông số tăng dần như sau: độ dốc, độ dày, lượng tuyết rơi, sự tích tụ theo chiều dọc, nhiệt độ tai đáy, lượng nước tan và giảm độ cứng nền đất.
Vài sông băng có những thời kỳ tiến lên rất nhanh, gọi là sự dâng trào. Những sông băng này cho thấy chuyển động bình thường cho đến khi chúng bất ngờ tăng tốc, rồi lại trở về trạng thái cũ. Trong suốt những sự dâng trào này, sông băng có thể đạt đến vận tốc nhanh hơn nhiều so với tốc độ bình thường. Những sự dâng trào này có thể được gây ra bởi sự lỏng lẻo của tầng đá nằm bên dưới, hồ nước tan tại đáy sông băng  – có lẽ là được cấp nước từ một hồ nước trên bề mặt sông băng (supra-glacial lake) – hay chỉ đơn giản là sự tích lũy khối lượng vượt quá giới hạn.
Ở những khu vực có sông băng nơi mà sông băng di chuyển nhanh hơn 1 m mỗi năm, những cơn động đất từ sông băng xảy ra. Chúng là những trận động đất quy mô lớn mà có cường độ địa chấn cao đến 6.1. Số trận động đất từ sông băng ở Greenland cao nhất trong mỗi năm là vào các tháng 6, 8 và 9, và hiện vẫn còn tiếp tục tăng. Trong một nghiên cứu sử dụng dữ liệu từ tháng 1 năm 1993 đến tháng 10 năm 2005, nhiều sự kiện hơn đã được phát hiện kể từ năm 2002, và gấp đôi số lần đó đã được ghi nhận vào năm 2005. Sự tăng lên số lần các trận động đất từ sông băng ở Greenland có thể là phản ứng lại sự ấm lên toàn cầu.

### Cung nhọn (Ogive)
Các cung nhọn là các chỏm sóng và rãnh luân phiên nhau mà xuất hiện như các dải tối và sáng của băng trên bề mặt sông băng. Chúng có liên kết với sự di chuyển theo mùa của các sông băng; chiều rộng của một dải tối và một dải sáng thường bằng với chuyển động hàng năm của sông băng. Cung nhọn được hình thành khi băng từ thác băng bị vỡ mạnh, làm tăng diện tích bề mặt tiêu mòn trong suốt mùa hè. Điều này tạo ra một vùng đất thấp và không gian cho tuyết tích lũy vào mùa đông, mà sau đó tạo thành chóp. Đôi khi các cung nhọn chỉ gồm các gợn sóng hay các dải màu mà được mô tả là cung nhọn sóng hay cung nhọn dải.

## Địa lý

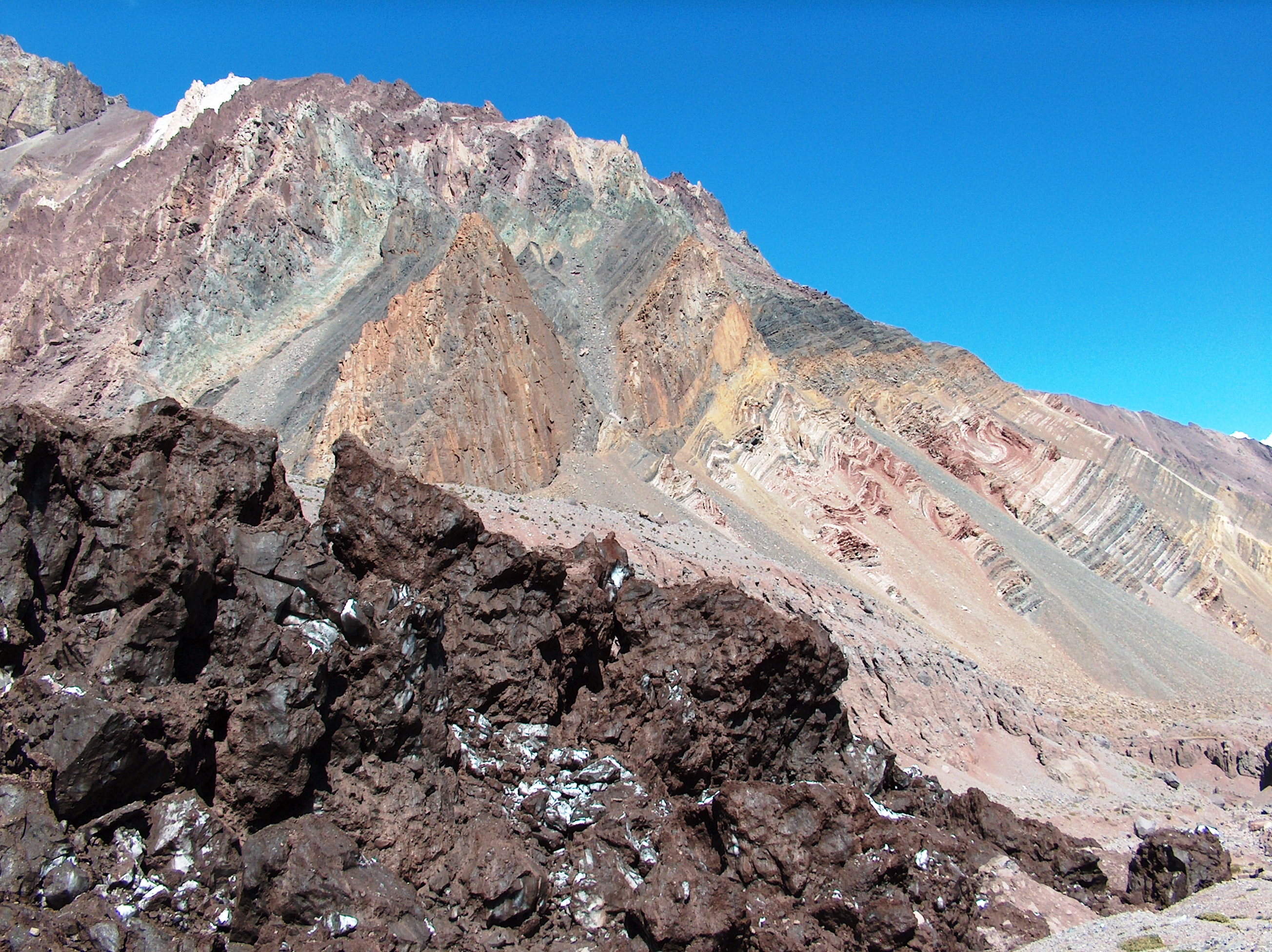
Sông băng đen gần Aconcagua, Argentina

Các sông băng hiện diện trên mỗi lục địa và xấp xỉ 50 quốc gia, ngoại trừ các nước (Úc, Nam Phi) mà chỉ có sông băng ở các vùng lãnh thổ đảo cận Nam Cực xa xôi. Những sông băng trải dài được tìm thấy ở Nam Cực, Chile, Canada, Alaska, Greenland và Iceland. Các sông băng vùng núi thường trải rất rộng, đặc biệt là ở Andes, Himalaya, Dãy núi Rocky, Dãy núi Kavkaz, Anpơ. Vùng đất liền Úc hiện tại không còn sông băng, dù rằng một sông băng nhỏ trên núi Kosciuszko đã từng hiện diện vào thời kỳ băng hà cuối cùng. Ở New Guinea, các sông băng nhỏ, biến mất nhanh nằm ở trên đỉnh cáo nhất của khối núi Puncak Jaya. Châu Phi có các sông băng trên núi Kilimanjaro ở Tanzania, trên núi Kenya và núi Rwenzori. Các hòn đảo ngoài đại dương với sông băng xuất hiện là ở Iceland, Svalbard, New Zealand, Jan Mayen và các hòn đảo cận Nam Cực như Marion, Đảo Heard và quần đảo McDonald, Kerguelen, đảo Bouvet. Trong suốt thời kỳ băng hà kỷ Đệ Tứ, Đài Loan, Hawaii, Mauna Kea  và Tenerife cũng có các sông băng vùng núi rộng lớn, trong khi quần đảo Faroe và quần đảo Crozet thì hoàn toàn bị băng bao phủ.
Lớp tuyết vĩnh cửu cần thiết cho sự hình thành sông băng bị ảnh hưởng bởi các nhân tố chẳng hạn như độ dốc của đất, lượng tuyết rơi và các cơn gió. Các sông băng có thể được tìm thấy ở bất kỳ vĩ độ nào ngoại trừ 20 – 27 độ Bắc đến Nam của xích đạo nơi mà có sự hiện diện của vòng tuần hoàn Hadley, làm giảm lượng mưa nhiều đến nỗi mà với ánh nắng từ mặt trời, mức tuyết vĩnh cửu nằm ở trên 6.500 m (21.330 ft). Tuy nhiên, giữa 19 độ Bắc và 19 độ Nam, lượng mưa cao hơn và những ngọn núi trên 5.000 m (16.400 ft) thường có tuyết vĩnh cửu.
Kể cả ở vĩ độ cao, sự hình thành sông băng cũng không phải là không thể tránh được. Những vùng ở Bắc Cực, chẳng hạn như ở đảo Banks, và thung lũng khô McMurdo ở Nam Cực được xem là những hoang mạc vùng cực nơi mà sông băng không thể hình thành vì lượng tuyết rơi quá thấp, dù rằng cực kỳ lạnh. Không khí lạnh thì không giống không khí ấm, nó không thể mang theo nhiều hơi nước được. Kể cả trong những thời kỳ băng hà của kỷ Đệ Tứ, ở Mãn Châu, đồng bằng Siberia, vùng trung và bắc Alaska, dù rằng lạnh bất thường, nhưng lượng tuyết rơi quá ít nên các sông băng không thể hình thành.
Ngoài các vùng cực khô và không bị sông băng bao phủ, một vài ngọn núi và núi lửa ở Bolivia, Chile và Argentina khá cao (từ 4.500 m (14.800 ft) đến 6.900 m (22.600 ft)) và rất lạnh, nhưng tương đối ít mưa nên tuyết không thể tích lũy thành sông băng được. Điều này là do những đỉnh núi này nằm gần hoặc ở trong hoang mạc siêu khô cằn Atacama.

## Địa lý sông băng

Biểu đồ bào mòn và kéo đá của sông băng

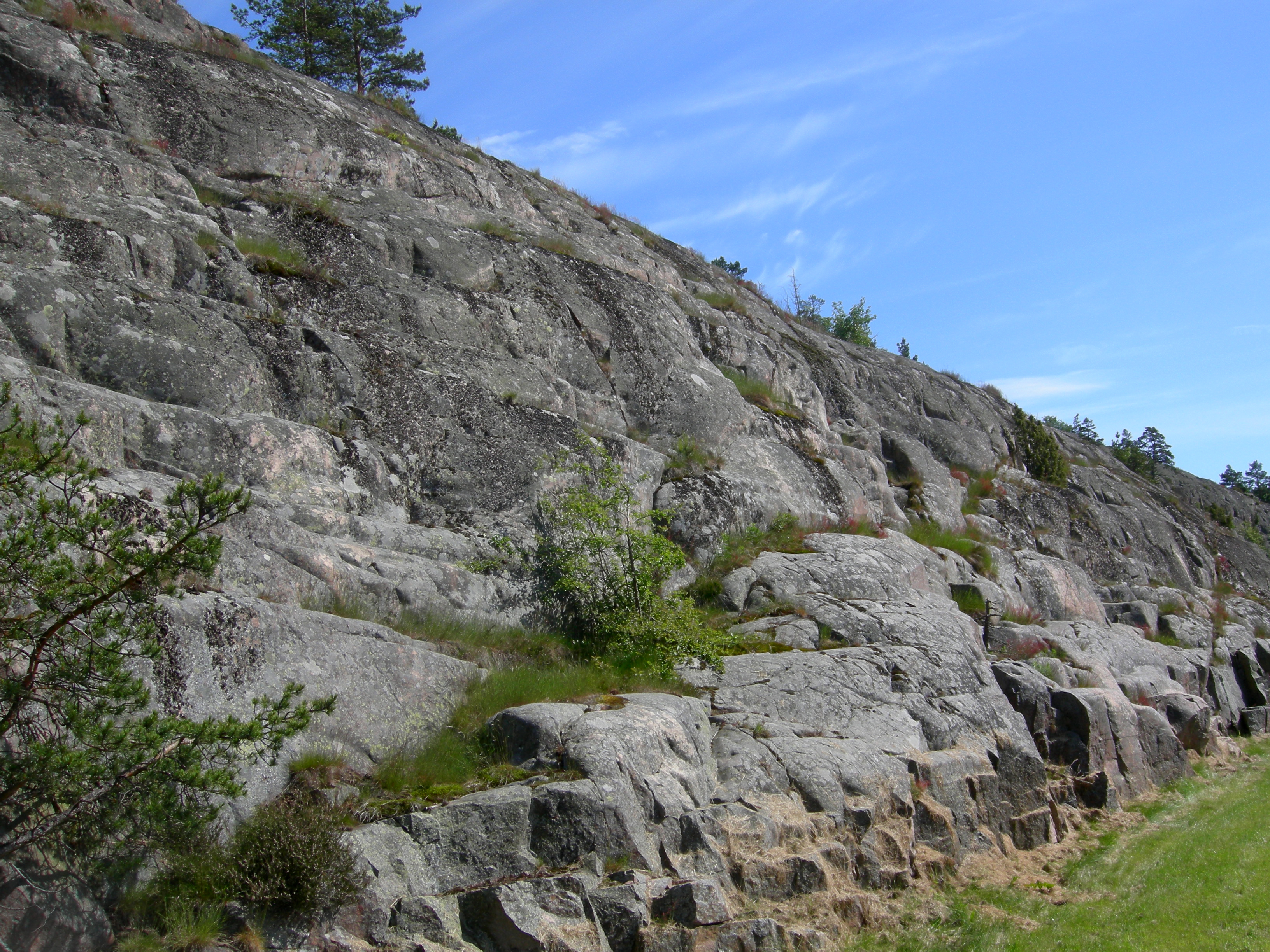
Nền đá cứng bị kéo bởi sông băng gần Mariehamn, Åland

Các sông băng làm xói mòn địa hình qua hai quá trình chính: sự bào mòn và sự kéo đá (plucking).
Khi sông băng chảy qua thềm đá, chúng làm mềm và kéo các khối đá vào trong băng. Quá trình này gọi là plucking, bị gây ra bởi nước của sông băng mà xuyên vào các khe nứt ở thềm đá rồi sau đó bị đóng băng và nở ra. Sự nở này khiến băng hoạt động như một đòn bẩy làm lỏng lẽo đá. Do đó, trầm tích ở mọi kích cỡ đều trở thành một phần của sông băng. Nếu một sông băng đang dần biến mất mà có đủ các mảnh vụn đất đá, nó có thể trở thành một sông băng trầm tích, như sông băng Timpanogos ở Utah.
Sự bào mòn xảy ra khi băng và các mảnh đất đá của nó trượt qua thềm đá, có chức năng như một tờ giấy nhám, làm phẳng và đánh bóng thềm đá bên dưới. Đất đá bị nghiền nhỏ bởi quá trình này được gọi là bột đá và được hình thành bởi các hạt đá có kích cỡ giữa khoảng 0,002 và 0,00625 mm. Sự bào mòn làm cho vách thung lũng dốc hơn và các sườn núi có dạng nghiêng hơn nữa, có thể gây ra tuyết lở hay đá lở. Điều này sẽ làm tăng thêm vật chất cho sông băng.
Sự bào mòn bởi sông băng thường được mô tả bởi các vết lõm. Các sông băng tạo nên các vết lõm này khi chúng có các tảng đá cuội lớn mà đục các vết sâu vào thềm đá. Bằng cách vẽ bản đồ hướng của các vết lõm, các nhà nghiên cứu có thể xác định được hướng di chuyển của sông băng. Tương tự như các vết lõm là các vết khắc, là các vết lún hình lưỡi liềm trong đá nằm dưới sông băng. Chúng được hình thành bởi sự bào mòn khi đá cuội trong sông băng bị kẹt lại và tách ra lập đi lập lại nhiều lần khi chúng bị kéo dọc theo thềm đá.
Tốc độ gây xói mòn của sông băng là rất đa dạng. Sáu nhân tố sau điều khiển tốc độ gây xói mòn:
- Vận tốc di chuyển của sông băng
- Độ dày của băng
- Hình dạng, độ phong phú và độ cứng của các mảnh đá có trong băng ở đáy sông băng
- Độ dễ xói mòn tương đối của bề mặt dưới sông băng
- Điều kiện nhiệt độ ở đáy sông băng
- Độ thẩm thấu và áp suất của nước ở đáy sông băng

Vật chất mà kết hợp chặt chẽ trong sông băng thường được mang đi rất xa như vùng tiêu mòn trước khi lắng đọng. Các lớp lắng của sông băng gồm 2 dạng riêng biệt:
- Sét tảng do băng (glacial till): các vật chất lắng trực tiếp từ sông băng. Loại đất đá này là hỗn hợp của nhiều vật chất tương tự nhau, kích cỡ từ khoáng sét đến đá lăn, thành phần thường thấy của băng tích.
- Trầm tích tích tụ và lắng bởi nước: là trầm tích lắng tụ bởi nước. Chúng được phân tầng bởi kích cỡ.

Những mảnh đá lớn hơn mà kết lại thành lớp vỏ bên ngoài sét tảng do băng hay lắng trên bề mặt được gọi là "đá tảng sông băng". Chúng có kích cỡ từ hòn sỏi đến đá lăn. Nhưng vì chúng thường di chuyển với khoảng cách xa nên trông khá khác biệt với những vật chất hình thành chúng. Các mảng của đá tảng sông băng cho thấy các chuyển động của sông băng trong quá khứ.

### Băng tích (Moraine)

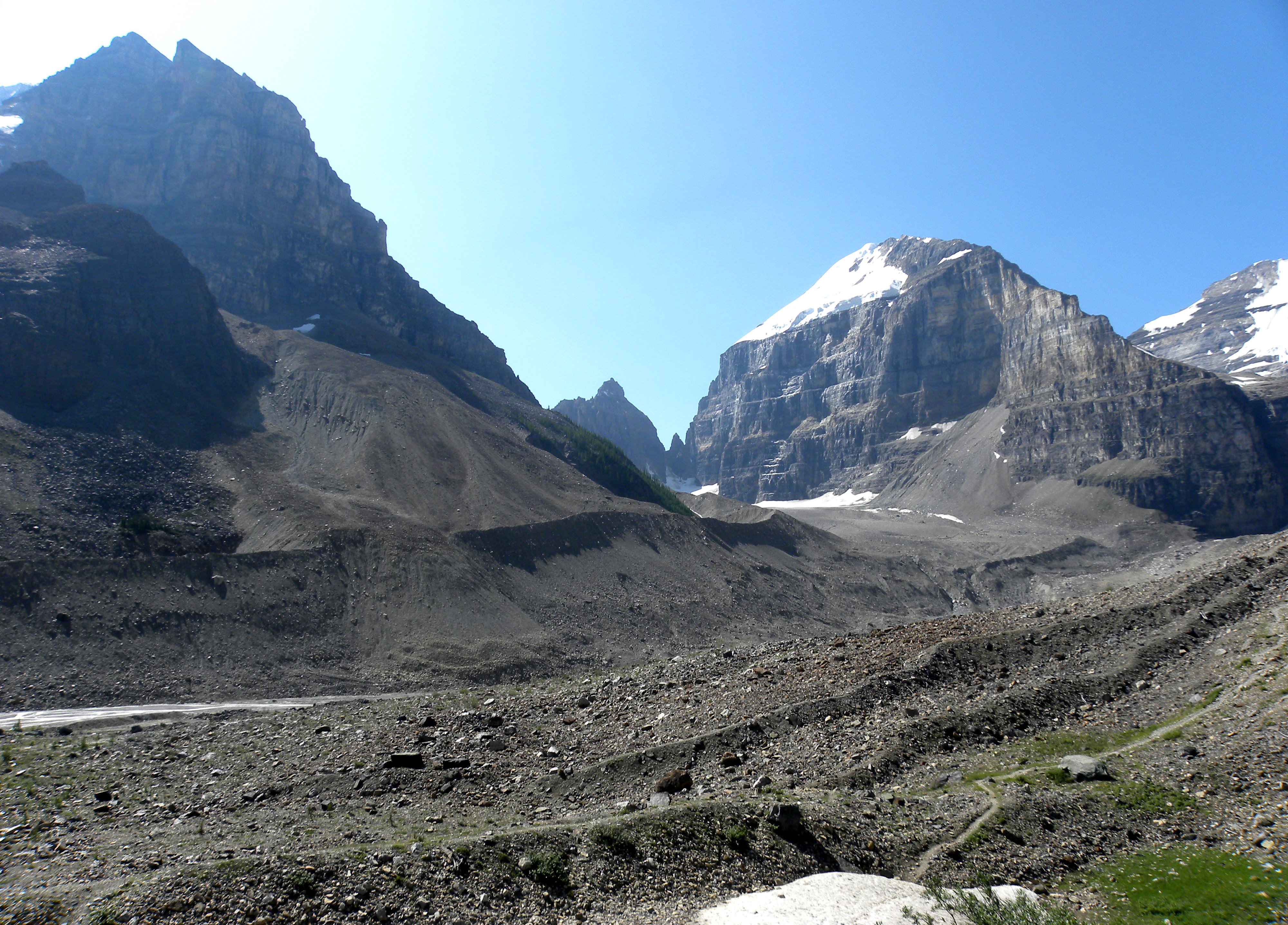
Băng tích sông băng trên hồ Louise (Alberta), Alberta, Canada

Băng tích sông băng được hình thành bởi sự lắng đọng vật chất từ sông băng và sau đó lộ diện ra sau khi sông băng biến mất. Chúng thường xuất hiện dưới dạng ụ sét tảng lăn tuyến tính, là hỗn hợp không phân loại gồm đá, sỏi, và đá cuội bên trong lớp vật chất mịn. băng tích điểm cuối được hình thành tại chân hay điểm cuối của một sông băng. Băng tích mặt bên được hình thành ở các mặt bên của sông băng. Băng tích giữa được hình thành khi hai sông băng khác nhau nhập lại và băng tích mặt bên của mỗi sông băng sẽ hợp nhất để tạo thành một băng tích nằm ở giữa. Ít thấy hơn là các băng tích mặt đất, cũng được gọi là trầm tích băng hà (glacial drift), thường hay bao phủ bề mặt bên dưới sườn dốc băng trôi từ đường cân bằng trở đi.
Thuật ngữ "moraine" có nguồn gốc từ tiếng Pháp. Nó được sử dụng bởi những nông dân để mô tả các đường đất bồi hay các vành được tìm thấy gần rìa của sông băng ở dãy Anpơ bên Pháp. Trong địa chất học hiện đại, thuật ngữ này được sử dụng rộng rãi hơn, và được ứng dụng cho nhiều sự hình thành, mà tất cả là từ sét tảng lăn. Băng tích cũng có thể tạo thành các hồ nước.

### Gò băng tích (drumlin)

Vùng gò băng tích hình thành sau khi sông băng đã ảnh hưởng đến địa hình. Các cấu trúc hình giọt nước mắt biểu thị hướng chảy của sông băng.

Đồi băng tích là những ngọn đồi bất đối xứng hình chiếc xuồng, chủ yếu hình thành từ sét tảng lăn. Chúng có độ cao đa dạng, từ 15 đến 50 m và có thể dài đến 1 km. Mặt đồi dốc nhất đối diện với hướng mà băng tiến tới (stoss), trong khi phần dốc dài hơn thì cùng hướng di chuyển của băng (lee).
Dù rằng quá trình hình thành gò băng tích vẫn chưa được hiểu rõ, hình dạng của chúng gợi ý rằng chúng là sản phẩm của vùng biến dạng dẻo của các sông băng cổ đại. Người ta tin rằng nhiều gò băng tích đã được hình thành khi các sông băng tiến về trước, chảy qua và biến đổi trầm tích của các sông băng trước đó.

### Thung lũng sông băng, đài vòm, đỉnh núi nhọn, và các đỉnh chóp

Các điểm nổi bật của địa hình sông băng

Trước khi sông băng hình thành, các thung lũng vùng núi có hình dạng chữ "V" đặc trưng, tạo thành bởi sự xói mòn do nước. Trong suốt qua trình hình thành sông băng, các thung lũng này được mở rộng, đào sâu thêm, và phẳng hơn, tạo thành thung lũng sông băng hình chữ "U". Sự xói mòn mà tạo thành thung lũng sông băng phá hủy các mũi núi (spur) mà lấn ngang qua thung lũng, tạo thành các vách đá hình tam giác gọi là mũi núi cụt. Bên trong thung lũng, các vết lún mà được tạo thành bởi sự kéo đất đá và sự bào mòn có thể được lấp bởi các hồ nước gọi là "paternoster lake". Nếu một thung lũng sông băng tiến vào một khối nước lớn, nó hình thành một vịnh hẹp (fjord).

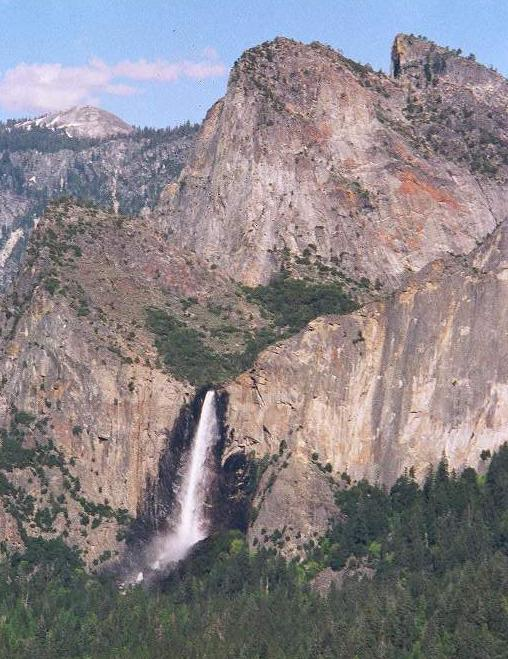
Thác nước Bridal Veil chảy từ một thung lũng treo, Vườn quốc gia Yosemite.

Nhiều sông băng làm thung lũng của chúng sâu hơn là các sông nhánh. Do đó, khi sông băng rút đi, thung lũng của sông băng nhánh vẫn cao hơn là điểm lún của sông băng chính. Vì vậy mà chúng được gọi là thung lũng treo.

### Roche moutonnee
Một vài dạng hình thành đá trên đường chảy của sông băng được khắc thành các ngọn đồi nhỏ gọi là roche moutonnee, hay đá "lưng cừu". Roche moutonne là các gò bất đối xứng hình tròn, kéo dài trên nên đất, có thể được tạo nên bởi sự xói mòn do sông băng gây ra. Chúng có thể dài từ một m đến vài trăm m. Roche mountonnee có độ nghiên thấp ở mặt mà sông băng trượt lên và mặt còn lại – dốc hoặc thẳng đứng nơi mà sông băng chảy xuống. Sông băng bào mòn mặt nghiêng thấp theo hướng mà nó chảy lên, nhưng làm lỏng đá và mang chúng đi khi chảy xuống.

### Trầm tích hoàng thổ
Trầm tích sông băng rất mịn hay còn gọi là bột đá thường được đưa đi bởi gió qua các bề mặt trần trụi và có thể tập trung ở nơi rất xa. Trầm tích hoàng thổ được gió đưa đi này có thể rất dày, kể cả đến hàng trăm m, nhưng các khu vực ở Trung Quốc và Trung Tây Hoa Kỳ. Những con gió Katabatic có thể rất quan trọng trong quá trình này.

### Hiện tượng trồi ngược

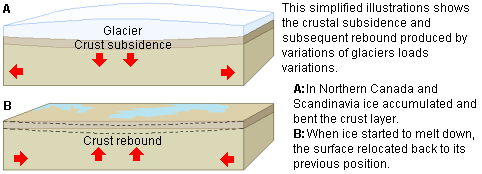
Áp suất đẳng tĩnh của sông băng lên lớp vỏ Trái Đất

Các khối vật chất lớn, chẳng hạn như các mảng băng hay sông băng, có thể làm lún lớp vỏ Trái Đất và đến lớp phủ. Độ lún thường là 1/3 độ dày mảng băng hay sông băng. Sau khi mảng băng hay sông băng tan đi, lớp phủ bắt đầu trồi ngược lại vị trí ban đầu, đẩy lớp vỏ lên. Hiện tượng này diễn ra rất chậm, hiện tại có thể đo đạc được ở Scandinavia và vùng Ngũ Đại Hồ ở Bắc Mỹ.

## Sông băng trên sao Hỏa

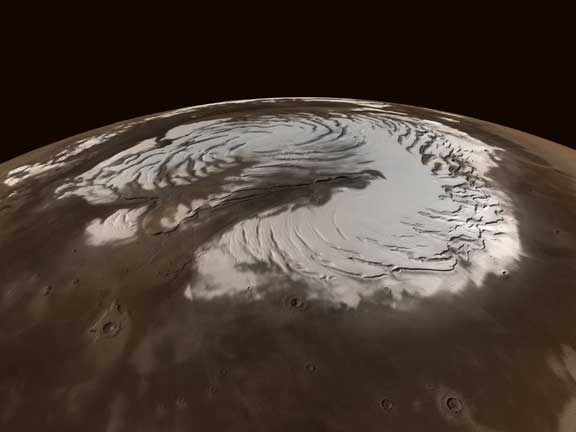
Chỏm băng vùng cực phía Bắc trên sao Hỏa

Các chỏm băng vùng cực ở sao Hỏa cho thấy bằng chứng địa lý của trầm tích sông băng.Đặc biệt là phần chỏm ở phía Nam có thể so sánh được với các sông băng trên Trái Đất. Những điểm nổi bật của phép đo vẽ đại hình và các mô hình trên may vi tính cho thấy sự tồn của nhiều sông băng hơn nữa trong quá khứ trên sao Hỏa.
Ở vùng vĩ độ giữa, 35 đến 65 độ Bắc hay Nam, các sông băng của sao Hỏa bị ảnh hưởng bởi bầu khí quyển mỏng. Vì áp suất khí quyển thấp, hiện tượng tiêu mòn ở gần bề mặt chỉ duy nhất là sự thăng hoa, chứ không có sự tan chảy. Cũng như ở trên Trái Đất, nhiều sông băng được bao phủ bởi một lớp đất đá mà cách nhiệt cho băng. Một thiết bị ra đa trên tàu Mars Reconnaissance Orbiter đã tìm thấy băng bên dưới một lớp đá mỏng.

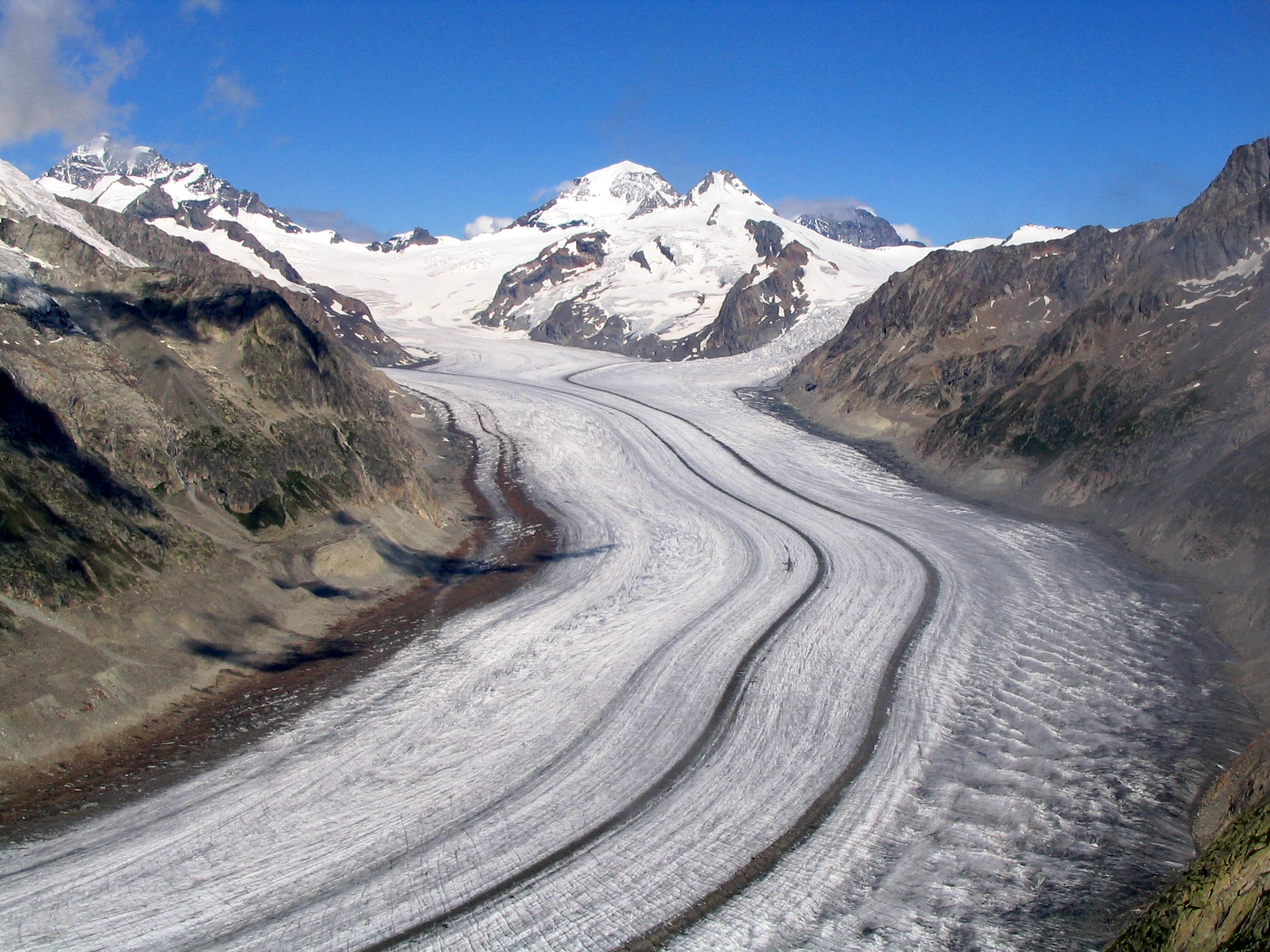
Sông băng Aletsch, Thụy Sĩ
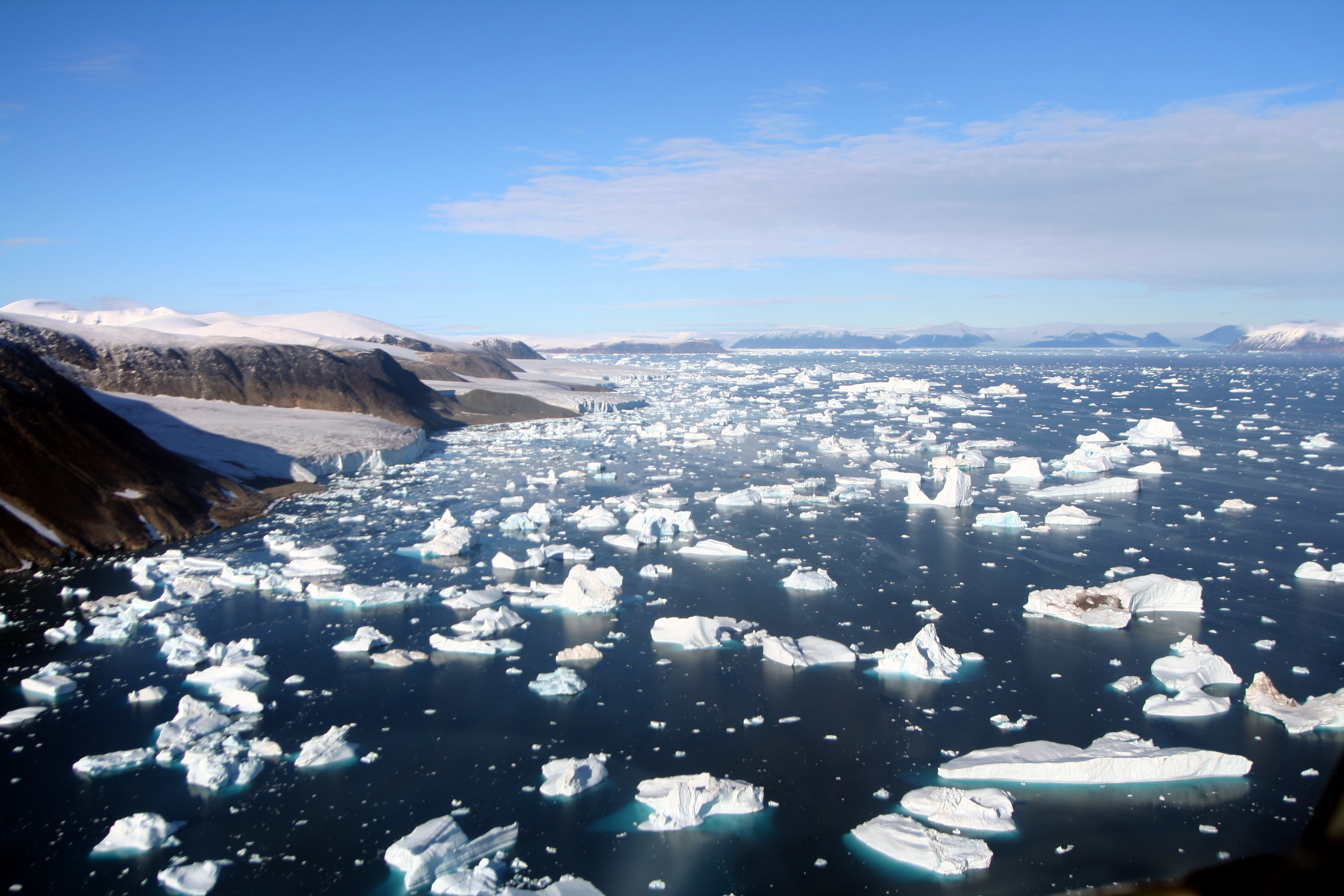
Những tảng băng trôi đang vỡ ra khỏi sông băng ở Mũi York, Greenland
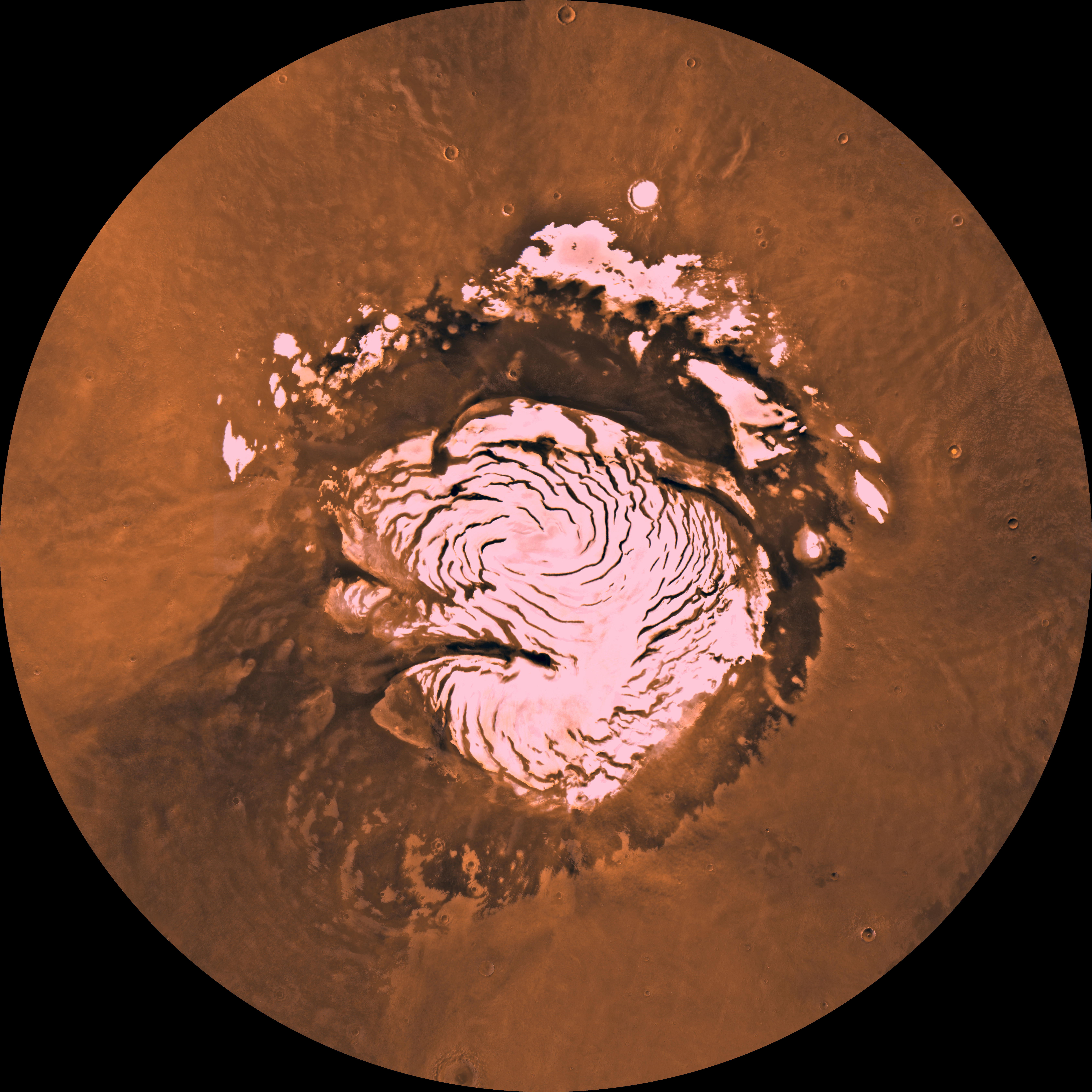
Mũ băng Sao Hỏa năm 1994, ảnh của Viking 1
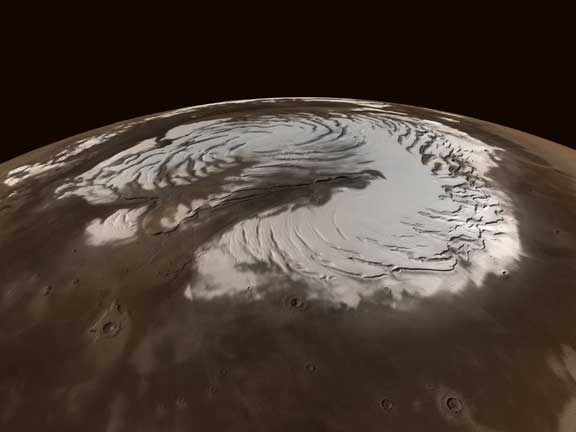
Mũ băng Sao Hỏa, hình của NASA